# 야로슬라프 슈파체크
야로슬라프 슈파체크(체코어: Jaroslav Špaček, 1974년 2월 11일 ~ )는 체코의 아이스하키 선수, 지도자로 포지션은 수비수이다. 현재 HC 플젠과 체코 아이스하키 국가대표팀의 코치를 맡고 있다. 현역 시절에 내셔널 하키 리그(NHL)의 플로리다 팬서스, 시카고 블랙호크스, 에드먼턴 오일러스, 버펄로 세이버스, 카나디앵 드 몽레알, 캐롤라이나 허리케인스에서 뛰며, 총 941경기 출전했다. 
체코 국가대표팀 선수로 활동하여 1998년 동계 올림픽에서 금메달, 2006년 동계 올림픽에서 동메달을 획득했다. 또한 세계 아이스하키 선수권 대회에서 3번 우승을 차지했다.